# Хромакей

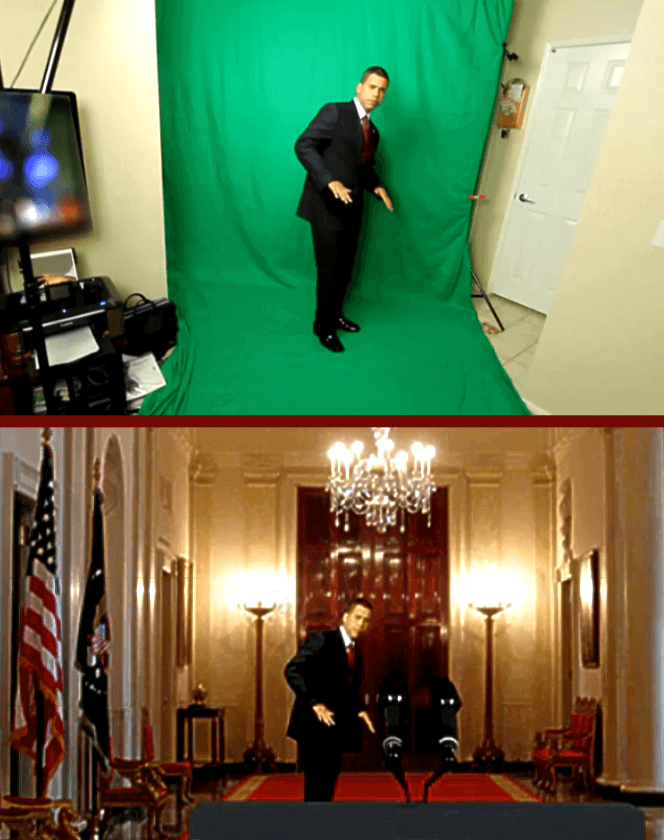
Демонстрація технології «Зелений екран»: зелений фон замінено зображенням кабінету в Білому Домі

Хромакей (англ. Chroma key) — технологія, за допомогою якої блок певного кольору (найчастіше синього або зеленого) у відеозображенні може бути замінений на інший колір або зображення. Це дає змогу, наприклад, синоптику з'являтися на тлі створеної комп'ютером карти погоди.
Суть технології полягає в тому, що ділянки зображення або відео, які мають певний колір (так звана колірна рір-проєкція, фон для кіно- або відеозйомок), замінюються іншими зображеннями (чи відеокадрами). Для технології хромакей можна використовувати будь-який колір, але зазвичай використовують зелений або синій кольори. Найпоширеніший приклад застосування зеленого екрана — прогноз погоди на телебаченні.
Технологія дозволяє створювати практично будь-які задні плани та впроваджувати комп'ютерні спецефекти. Завдяки своїй ефективності та відносній дешевизні, ця технологія зараз використовується під час фільмування практично всіх фільмів та серіалів. Крім кіно- та телеіндустрії, хромакей активно використовується відеоблогерами для створення якісного інформаційного наповнення за фактичною відсутністю професійної студії.